# 環境心理学
環境心理学（かんきょうしんりがく、英語: environmental psychology）は、多くの心理学の研究において人間の行動の背景として存在し、抽象的な存在として捉えられる事が多かった「環境」というものを重視し、人間と環境は1つの系であるとした実証科学である。

## 概要
ここで言う環境とは、物理的な環境だけではなく、パーソナルスペースや他者の存在による環境の変化等、環境のもつ内包的な意味としての環境も含む。